# Günther Schütz (Romanist)
Günther Schütz (* 15. April 1926 in Mainz; † 3. Juni 2020 in Aachen) war ein deutscher Romanist, Hispanist und Germanist.

## Leben und Werk

### Mainz und Caen
Schütz studierte ab 1946 in Mainz Romanische Philologie und Philosophie, war von 1952 bis 1954 als assistant d´allemand am Lycée Malherbe in Caen und promovierte 1958 bei Edmund Schramm über Barbey d'Aurevilly als Kritiker (Mainz 1959, überarbeitete Fassung u. d. T. Kreuz und Schwert. J. A. Barbey d´Aurevilly als Kritiker, Erlangen 2007; siehe auch in: Die Neueren Sprachen 1964, S. 164–180).

### Kuba und USA
Schütz ging Anfang Januar 1959 nach Kuba (wo soeben die Revolution erfolgreich war) und lehrte als Profesor titular sechs Semester deutsche Sprache, Romanische Philologie sowie französische Sprache und Literatur an der Universidad Central de Las Villas in Santa Clara. Seit Mitte 1960 wurde er durch einige von DDR-Vertretern aufgehetzte Kommunisten als Westdeutscher politisch zunehmend belästigt, am 15. April 1961 anlässlich der Schweinebuchtinvasion verhaftet und interniert. Er verließ Kuba nach seiner Freilassung im Mai. Von Oktober 1961 bis Juli 1963 war er Visiting professor für Deutsch an der Rice University, Houston, Texas.

### Kolumbien
Im Dezember 1963 ging er nach Kolumbien und lehrte an der Universidad Nacional in Bogotá als Profesor asistente, ab 1964 als Profesor asociado 11 Semester Deutsche Sprache und Literatur sowie Romanische Philologie. Zusätzlich unterrichtete er vier Jahre Deutsche Sprache am vom Goethe-Institut geförderten Instituto Cultural Colombo-Alemán, dessen Junta directiva er angehörte und das er von Oktober 1966 bis Juni 1967 kommissarisch leitete. Er erwarb 1964 das Diplom für Hispanoamerikanische Literatur am Seminario Andrés Bello des Instituto Caro y Cuervo und war Mitgründer und erster Präsident der Asociación de Exalumnos. Auf Einladung von José Manuel Rivas Sacconi (1917–1991), Ständiger Sekretär der Sprachakademie und bis 1982 Leiter des Instituto Caro y Cuervo, hielt er von 1964 bis 1972 dort als von der Vermittlungsstelle für deutsche Wissenschaftler im Ausland unterstützter Profesor titular 16 Semester Vorlesungen und Seminare zur Romanischen Philologie, sowie 2 Semester Latein für Linguisten und 4 Semester Deutsch-Intensivkurse für Studenten und Professoren.

### Erlangen und Aachen
Im September 1972 ging er zurück nach Deutschland und wirkte von 1973 bis zu seiner Pensionierung 1988 als Leiter der Abteilung für iberische und ostromanische Sprachen im Sprachenzentrum der Universität Erlangen-Nürnberg. 1992 wurde er zum Miembro honorario des Instituto Caro y Cuervo ernannt. Schütz lebte seit 2009 in Aachen.

Günther Schütz war der Bruder von Armin Schütz.

## Weitere Werke

### Schwerpunkt
Schütz hat umfangreiche Forschungsergebnisse über die kolumbianischen Philologen Rufino José Cuervo (1844–1911) und Ezequiel Uricoechea (1834–1880) publiziert, namentlich über deren Beziehungen zu Kollegen in Europa und Amerika. Seine Schriften sind eine Fundgrube für Informationen über Sprachwissenschaftler und Romanisten in der zweiten Hälfte des 19. und zu Beginn des 20. Jahrhunderts.

### Über Rufino José Cuervo
- Rufino José Cuervo editor de « Cinco novelas ejemplares », in: Thesaurus, 27, 1972, S. 474–503; auch in: Thesaurus. Muestra antológica 1949–1985, Bd. II, 1993, S. 282–311
- Epistolario de Rufino José Cuervo con filólogos de Alemania, Austria y Suiza y noticias de las demás relaciones de Cuervo con estos países y sus representantes, 2 Bde., Bogotá 1976 (Archivo Epistolar Colombiano VIII und IX)
- Sobre la interrupción del "Diccionario de construcción y régimen", in: Homenaje a Fernando Antonio Martínez, Bogotá 1979, S. 553–622
- El filólogo danés Madvig y los colombianos Caro y Cuervo, in: Thesaurus 42, 1987, S. 1–22
- Cuervos Wörterbuch als herausragendes Werk der hispanischen Lexikographie, in: Wörterbücher. Ein internationales Handbuch zur Lexikographie, hrsg. von Franz Josef Hausmann, Oskar Reichmann, Herbert Ernst Wiegand, Ladislav Zgusta, Zweiter Teilband, Berlin, New York 1990, Artikel 183, S. 1767–1769
- La gira europea de los hermanos Cuervo 1878–79, in: Thesaurus 47, 1992, S. 53–164 (erschienen 1996)
- Cuervo, Uricoechea y Bastian, in: Thesaurus 49, 1994, S. 323–358 (erschienen 1997)
- Cuervo discípulo, in: Thesaurus 51, 1996, S. 549–580 (erschienen 1998)
- Cuervo y Dozy in: Ex nobili philologorum officio. Festschrift für Heinrich Bihler zu seinem 80. Geburtstag, hrsg. von Dietrich Briesemeister und Axel Schönberger, Berlin 1998, S. 471–500; auch in: Thesaurus 53, 1998, S. 489–526
- En torno a una edición francesa de Teresa de Ávila. Cuervo, Morel-Fatio, el Hno Idelphus, Pólit y las carmelitas de París, Erlangen 2004
- Temas colombianos, Erlangen 2005 (darin u. a. : Cuervo maestro, S. 11–48; Cuervo y los Países Bajos, S. 49–57; Rufino José Cuervo amo y servidor de libros, S. 89–232; Dedicatorias del Fondo Cuervo, S. 233–290)
- Relaciones e intercambio epistolar de Rufino José Cuervo con británicos y norteamericanos, Manuskript (480 Seiten), Erlangen 2008

### Über Ezequiel Uricoechea
- Uricoechea en Gotinga, Bogotá 1990, auch in: Thesaurus 45, 1990, S. 79–148
- Los estudios de Uricoechea en Bruselas, in: Thesaurus  48, 1993, S. 614–640 (erschienen 1997)
- Ezequiel Uricoechea y sus socios, Bogotá 1998 (Instituto Caro y Cuervo. Series Minor 38)
- Aspectos biográficos de Ezequiel Uricoechea con sus cartas a Venancio González Manrique y las de éste y del general Pedro de Alcántara Herrán a Antonio Manrique y Caicedo, Erlangen 2004
- Ezequiel Uricoechea en academias y congresos, Erlangen 2005
- Ezequiel Uricoechea como lingüista y antropólogo americanista, Erlangen 2005
- Ensayos biográficos y bibliográficos sobre Ezequiel Uricoechea, Erlangen 2005 (darin: Tentativa de una bibliografía comentada de Uricoechea, S. 105–202)

### Weitere Arbeiten
- Tiempo y temporalidad en „La Hojarasca“ de Gabriel García Márquez (Vortrag im Instituto Caro y Cuervo, 1964), in: Iberoromania, 2, 1970, S. 314–325
- Romanzen, Décimas und die kubanische Volksdichtung, in: Iberoamerika: Historia-Sociedad-Literatura (Homenaje a Gustav Siebenmann), hrsg. von J. M. López de Abiada und Titus Heydenreich (Lateinamerika-Studien 13), München 1983, Bd. II, S. 831–848
- Deutsch in Kolumbien. Umgangssprachliche Entlehnungen aus dem Spanischen, in: Umgangssprache in der Romania (Festschrift für Heinz Kröll), hrsg. von Günter Holtus und Edgar Radtke, Tübingen 1984, S. 367–381